# 884. grenadirski polk (Wehrmacht)
884. grenadirski polk (izvirno nemško 884. Grenadier-Regiment; kratica 884. GR) je bil pehotni polk Heera v času druge svetovne vojne.

## Zgodovina
Polk je bil ustanovljen 15. februarja 1943 kot okrepljeni grenadirski polk. Marca istega leta je bil uporabljen za ustanovitev 79. pehotne divizije.